# 제2천년기
제2천년기(第二千年期, 2nd millennium)는 그레고리력으로 1001년 1월 1일부터 2000년 12월 31일까지 말한다. 중세 중기와 르네상스, 근세, 식민주의와 산업화의 시대를 지나 민족 국가가 일어났다. 마지막 20세기는 과학의 시대로, 교육과 예방 접종이 대중화되었다. 첨단 무기의 발달로 세계 대전 등 전쟁의 규모는 커졌으나, 유엔과 적십자 운동과 같은 평화 운동이 이를 상쇄했다.

## 세기 및 연도
- 11세기 : 1000년대, 1010년대, 1020년대, 1030년대, 1040년대, 1050년대, 1060년대, 1070년대, 1080년대, 1090년대, 1100년대
- 12세기 : 1100년대, 1110년대, 1120년대, 1130년대, 1140년대, 1150년대, 1160년대, 1170년대, 1180년대, 1190년대, 1200년대
- 13세기 : 1200년대, 1210년대, 1220년대, 1230년대, 1240년대, 1250년대, 1260년대, 1270년대, 1280년대, 1290년대, 1300년대
- 14세기 : 1300년대, 1310년대, 1320년대, 1330년대, 1340년대, 1350년대, 1360년대, 1370년대, 1380년대, 1390년대, 1400년대
- 15세기 : 1400년대, 1410년대, 1420년대, 1430년대, 1440년대, 1450년대, 1460년대, 1470년대, 1480년대, 1490년대, 1500년대
- 16세기 : 1500년대, 1510년대, 1520년대, 1530년대, 1540년대, 1550년대, 1560년대, 1570년대, 1580년대, 1590년대, 1600년대
- 17세기 : 1600년대, 1610년대, 1620년대, 1630년대, 1640년대, 1650년대, 1660년대, 1670년대, 1680년대, 1690년대, 1700년대
- 18세기 : 1700년대, 1710년대, 1720년대, 1730년대, 1740년대, 1750년대, 1760년대, 1770년대, 1780년대, 1790년대, 1800년대
- 19세기 : 1800년대, 1810년대, 1820년대, 1830년대, 1840년대, 1850년대, 1860년대, 1870년대, 1880년대, 1890년대, 1900년대
- 20세기 : 1900년대, 1910년대, 1920년대, 1930년대, 1940년대, 1950년대, 1960년대, 1970년대, 1980년대, 1990년대, 2000년대